# Каталин Секе
Каталин Секе (мађ. Katalin Szőke; 17. август 1935 — 27. октобар 2017) била је олимпијка и репрезентативка Мађарске у пливању. У међународну Кућу славних је примљена 1985. године.

## Биографија
Каталин се родила и је живела у спортској породици, отац јој је био Мартон Хомонаји, мађарски ватерполо репрезентативац и олимпијски шампион, а супруг, Калман Марковитс такође ватерполиста, репрезентативац Мађарске и олимпијски шампион.
Од 1947. године Каталин је наступала за пливачки клуб Немењи Мадис (Neményi Madisz), потом прелази у ПК Едос (Édosz) и на крају у (Budapesti Kinizsi) где доживљавасвоје највеће успехе. На Летњим олимпијским играма у одржаним 1952. године у Хелсинкију осваја златну медаљу у дисциплини 100 m слободно, исти успех постиже и у штафети 4 x 100 m слободно, која је пливала у саставу Илона Новак, Јудит Темеш, Ева Новак и Каталин Секе. До 1992. године, до појаве Кристине Егерсеги, она је била једини Мађарски олимпијац који је освојио две златне медаље у пливању.
После олимпијских игара, 1954. године на Универзијади одржаним у Будимпешти осваја два прва и једно друго место. Такође исте године на Европском шампионату одржаним у Торину такође осваја две златне медаље
Каталин је била учесник и олимпијаде у Мелбурну, али због догађаја у Мађарској она се не враћа у своју домовину. Прво одлази у Канаду па у Сједињене Државе. Њен други супруг Арпад Домјан је такође био мађарски олимпијски репрезентативац у ватерполу али пошто није одиграо ни једну утакмицу на Олимпијади, по тадашњим правилима, није добио злато које су Мађари тада освојили.

## Спортски успеси
- двоструки олимпијски победник (1952: 100 m слободно, 4×100 m слободно, штафета)
- двоструки европски шампион (1954: 100 m слободно ; 4×100 m слободно, штафета)
- двоструки универзитетски шампион (1954: 4×100 m слободно, штафета, 4×100 m мешовито штафета)
- друго место на универзијади (1954: 100 m слободно)
- двоструки шампион Мађарске
- светски рекорди:
  - 1954: 4×100 m слободно, штафета – 4:27,2 (Ева Новак, Илона Новак, Каталин Секе и Марија Литомерицки )
  - 1954: 4×100 m слободно, штафета – 4:24,4 (Илона Новак, Јудит Темеш, Ева Новак, Каталин Секе)